# Skutaliszki
Skutaliszki (biał. Скуталішкі; ros. Скуталишки) – wieś na Białorusi, w obwodzie witebskim, w rejonie brasławskim, w sielsowiecie Opsa.

## Historia
W dwudziestoleciu międzywojennym kolonia leżała w Polsce, w województwie nowogródzkim (od 1926 w województwie wileńskim), w powiecie brasławskim, w gminie Dryświaty.
Według Powszechnego Spisu Ludności z 1921 roku zamieszkiwało tu 13 osób, wszystkie były wyznania staroobrzędowego i zadeklarowały rosyjską przynależność narodową. Były tu 2 budynki mieszkalne. W 1931 zamieszkiwało tu 35 osób w 5 budynkach.
Miejscowość należała do parafii rzymskokatolickiej w Dryświatach. Podlegała pod Sąd Grodzki w m. Turmont i Okręgowy w Wilnie; właściwy urząd pocztowy mieścił się w Dyrświatach.
Do 2004 wieś leżała w sielsowiecie Widze.